# Fanöns naturreservat
Fanöns naturreservat är ett naturreservat i Kramfors kommun i Västernorrlands län.
Området är naturskyddat sedan 2022 och är 83 hektar stort. Reservatet ligger iå Höga kusten öster om Docksta på udden Fanön. Reservatet består av  öppen tallskog på hällmarker.